# Associazione Calcio Pordenone 1979-1980
Questa voce raccoglie le informazioni riguardanti l'Associazione Calcio Pordenone nelle competizioni ufficiali della stagione 1979-1980.

## Rosa
| N. |                   | Ruolo | Calciatore        |
| -- | ----------------- | ----- | ----------------- |
|    | Italia (bandiera) | A     | Riccardo Angeloni |
|    | Italia (bandiera) | C     | Demetrio Cagnin   |
|    | Italia (bandiera) | D     | Mauro Cancian     |
|    | Italia (bandiera) | D     | Roberto Cancian   |
|    | Italia (bandiera) | D     | Corrado Canzi     |
|    | Italia (bandiera) | D     | Mauro Catto       |
|    | Italia (bandiera) | P     | Attilio Da Pieve  |
|    | Italia (bandiera) | C     | Rossano Del Frate |
|    | Italia (bandiera) |       | Del Zotto         |
|    | Italia (bandiera) | C     | Gianni Dreolini   |

| N. |                   | Ruolo | Calciatore        |
| -- | ----------------- | ----- | ----------------- |
|    | Italia (bandiera) | C     | Furio Flora       |
|    | Italia (bandiera) | A     | Vasco Guerra      |
|    | Italia (bandiera) | C     | Claudio Mosolo    |
|    | Italia (bandiera) | D     | Mauro Nobile      |
|    | Italia (bandiera) | C     | Renato Rodaro     |
|    | Italia (bandiera) | A     | Aldo Rossi        |
|    | Italia (bandiera) | P     | Edi Sorci         |
|    | Italia (bandiera) | C     | Roberto Turrin    |
|    | Italia (bandiera) | C     | Gianpaolo Zanotel |